# 베릴로그-AMS
베릴로그-AMS(Verilog-AMS)는 아날로그 및 혼합 신호 시스템의 동작을 정의하기 위해 아날로그 및 혼합 신호 확장(AMS)을 포함하는 베릴로그 하드웨어 기술 언어의 파생 언어이다. 이는 베릴로그/시스템베릴로그/VHDL의 이벤트 기반 시뮬레이터 루프를 연속 시간 시뮬레이터로 확장하며, 이는 아날로그 도메인의 미분방정식을 해결한다. 두 도메인은 서로 연결되어 있어, 아날로그 이벤트가 디지털 동작을 유발할 수 있고 그 반대도 가능하다.

## 개요
베릴로그-AMS 표준은 아날로그 및 혼합 신호 시스템 및 집적 회로 설계자들이 시스템 및 구성 요소의 고수준 행동 설명뿐만 아니라 구조적 설명을 캡슐화하는 모듈을 생성하고 사용할 수 있도록 의도적으로 만들어졌다.
베릴로그-AMS는 혼합 신호 회로를 위한 산업 표준 모델링 언어이다. 이는 연속 시간 및 이벤트 기반 모델링 의미론을 모두 제공하므로 아날로그, 디지털 및 혼합 아날로그/디지털 회로에 적합하다. 특히 매우 복잡한 아날로그, 혼합 신호 및 RF 집적 회로의 검증에 적합하다.
베릴로그와 베릴로그/AMS는 절차적 프로그래밍 언어가 아니라 이벤트 기반 하드웨어 기술 언어(HDL)이다. 따라서 이들은 병렬 동작 및 이벤트의 정의 및 동기화를 위한 정교하고 강력한 언어 기능을 제공한다. 반면에 HDL 프로그램 문장에 정의된 많은 동작은 병렬로 실행될 수 있다 (절차적 언어의 스레드 및 태스크와 다소 유사하지만 훨씬 세분화되어 있다). 그러나 베릴로그/AMS는 시뮬레이터의 베릴로그 절차적 인터페이스를 사용하여 ANSI C 언어와 같은 절차적 언어와 연결될 수 있어 테스트 스위트 구현을 용이하게 하고 레거시 코드 또는 테스트벤치 장비와의 상호 작용을 허용한다.
베릴로그-AMS 위원회의 원래 의도는 아날로그 및 디지털 설계를 위한 단일 언어였지만, 통합 과정의 지연으로 인해 베릴로그는 시스템베릴로그로 발전하여 IEEE로 넘어갔고, 베릴로그-AMS는 Accellera에 남아있다.

## 코드 예시
베릴로그/AMS는 베릴로그 디지털 HDL의 상위 집합이므로 디지털 도메인의 모든 문은 베릴로그와 동일하게 작동한다(예시는 해당 문서를 참조). 모든 아날로그 부분은 베릴로그-A와 동일하게 작동한다.
다음 베릴로그-AMS 코드 예시는 디지털 신호에 의해 트리거되는 아날로그 처리의 예시인 DAC를 보여준다.
```
`include
 
"constants.vams"

`include
 
"disciplines.vams"

// Simple DAC model

module
 
dac_simple
(
aout
,
 
clk
,
 
din
,
 
vref
);

	
// Parameters

	
parameter
 
integer
 
bits
 
=
 
4
 
from
 
[
1
:
24
];

	
parameter
 
integer
 
td
 
=
 
1
n
 
from
[
0
:
inf
);
  
// Processing delay of the DAC

	
// Define input/output

	
input
 
clk
,
 
vref
;

	
input
 
[
bits
-
1
:
0
]
 
din
;

	
output
 
aout
;

	
//Define port types

	
logic
 
clk
;

	
logic
 
[
bits
-
1
:
0
]
 
din
;

	
electrical
  
aout
,
 
vref
;

	
// Internal variables

	
real
 
aout_new
,
 
ref
;

	
integer
 
i
;

	
// Change signal in the analog part

	
analog
 
begin

		
@(
posedge
 
clk
)
 
begin
 
// Change output only for rising clock edge

			
aout_new
 
=
 
0
;

			
ref
 
=
 
V
(
vref
);

			
for
(
i
=
0
;
 
i
<
bits
;
 
i
=
i
+
1
)
 
begin

				
ref
 
=
 
ref
/
2
;

				
aout_new
 
=
 
aout_new
 
+
 
ref
 
*
 
din
[
i
];

			
end

		
end

		
V
(
aout
)
 
<+
 
transition
(
aout_new
,
 
td
,
 
5
n
);
 
// Get a smoother transition when output level changes

	
end

endmodule

```

ADC 모델은 디지털 블록에서 아날로그 신호를 읽는다.
```
`include
 
"constants.vams"

`include
 
"disciplines.vams"

// Simple ADC model

module
 
adc_simple
(
clk
,
 
dout
,
 
vref
,
 
vin
);

	
// Parameters

	
parameter
 
integer
 
bits
 
=
 
4
 
from
[
1
:
24
];
 
// Number of bits

	
parameter
 
integer
 
td
 
=
 
1
 
from
[
0
:
inf
);
  
// Processing delay of the ADC

	
// Define input/output

	
input
 
clk
,
 
vin
,
 
vref
;

	
output
 
[
bits
-
1
:
0
]
 
dout
;

	
//Define port types

	
electrical
 
vref
,
 
vin
;

	
logic
 
clk
;

	
reg
 
[
bits
-
1
:
0
]
 
dout
;

	
// Internal variables

	
real
 
ref
,
 
sample
;

	
integer
 
i
;

	
initial
 
begin

		
dout
 
=
 
0
;

	
end

	
// Perform sampling in the digital blocks for rising clock edge

	
always
 
@(
posedge
 
clk
)
 
begin

		
sample
 
=
 
V
(
vin
);

		
ref
 
=
 
V
(
vref
);

		
for
(
i
=
0
;
 
i
<
bits
;
 
i
=
i
+
1
)
 
begin

			
ref
 
=
 
ref
/
2
;

			
if
(
sample
 
>
 
ref
)
 
begin

				
dout
[
i
]
 
<=
 
#(
td
)
 
1
;

				
sample
 
=
 
sample
 
-
 
ref
;

			
end

			
else

				
dout
[
i
]
 
<=
 
#(
td
)
 
0
;

		
end

	
end

endmodule

```

## 구현
이 언어는 초기에는 상업 회사에서만 지원되었지만, 행동 모델링 하위 집합인 "베릴로그-A"의 일부는 트랜지스터 모델링 커뮤니티에서 채택되었다. ADMS 변환기는 Xyce 및 ngSPICE와 같은 오픈 소스 시뮬레이터를 지원한다. 보다 완전한 구현은 이제 OpenVAF를 통해 사용할 수 있다. 포스트-SPICE 시뮬레이터 Gnucap은 표준 문서에 따라 설계되었으며, 시뮬레이터 수준과 행동 모델링 모두에 대한 베릴로그-AMS 지원이 증가하고 있다.

## 같이 보기
- VHDL-AMS

### 일반
- Accellera 베릴로그 아날로그 혼합 신호 그룹
- verilogams.com — 베릴로그-AMS 및 베릴로그-A 사용자 매뉴얼
- 디자이너 가이드 커뮤니티, 베릴로그-A/MS — 베릴로그-AMS로 작성된 모델 예시
- EDA.ORG AMS 위키 - 문제, 미래 개발, 시스템베릴로그 통합

### 오픈 소스 구현
- OpenVAMS, 내부 VPI 유사 표현을 가진 오픈 소스 베릴로그-AMS-1.3 파서
- V2000 프로젝트 - 베릴로그-AMS 파서 및 정밀화 도구
- OpenVAF 베릴로그-A 컴파일러
- Xyce
- Gnucap